# Pulitzer-Preis 1973

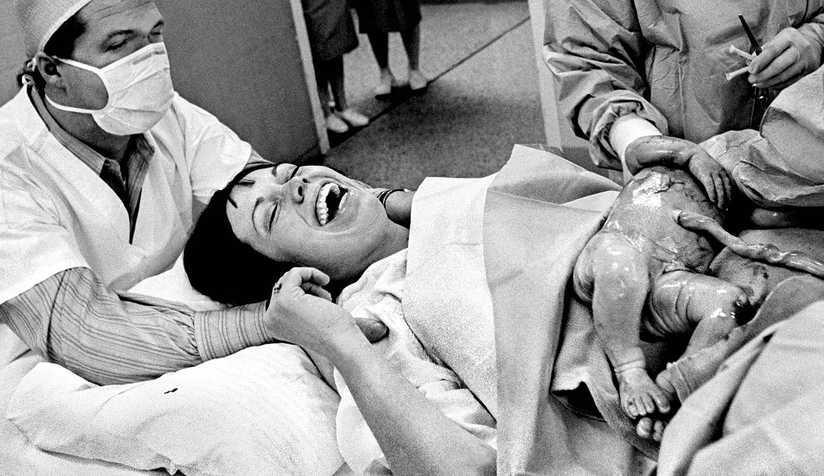
Moment of Life. Eines der Bilder in der Fotosequenz, die den Feature Photography-Preis gewonnen hat

Der Pulitzer-Preis 1973 war die 57. Verleihung des US-amerikanischen Literaturpreises. Das „Pulitzer Prize Board“ vergab Preise für Arbeiten, die während des Kalenderjahres 1972 entstanden waren.
Die Jury bestand aus 14 Personen unter dem Vorsitz von Joseph Pulitzer, Jr. (III.)

## Bereich Journalismus(Journalism)
| Kategorie                                                  | Preisträger                                                           | Begründung |
| ---------------------------------------------------------- | --------------------------------------------------------------------- | --- |
| Aktuelle Berichterstattung (Breaking News Reporting)       | The Chicago Tribune                                                   | Preis verliehen für die Aufdeckung eklatanter Verstöße gegen das Wahlverfahren bei der Vorwahl vom 21. März 1972                                                                                                  |
| Dienst an der Öffentlichkeit (Public Service)              | The Washington Post                                                   | Preis verliehen für ihre Nachforschungen in der Watergate-Affäre |
| Investigativer Journalismus (Investigative Reporting)      | The Sun Newspapers aus Omaha, Nebraska                                | Preis verliehen für die Aufdeckung der großen finanziellen Ressourcen von Boys Town, Nebraska, was zu Reformen bei der Einholung und Verwendung öffentlicher Gelder durch diese Wohltätigkeitsorganisation führte |
| Kritik (Criticism)                                         | Ronald Powers von der Chicago Sun-Times                               | Preis verliehen für seine Fernseh-Kritiken im Jahre 1972 |
| Karikatur (Editorial Cartooning)                           | Kein Preis vergeben                                                   | |
| Leitartikel (Editorial Writing)                            | Roger B. Linscott von The Berkshire Eagle (Pittsfield, Massachusetts) | Preis verliehen für seine Leitartikel im Jahr 1972 |
| Kommentar (Commentary)                                     | David S. Broder von The Washington Post                               | Preis verliehen für seine Kolumnen im Jahr 1972 |
| Auslandsberichterstattung (International Reporting)        | Max Frankel von The New York Times                                    | Preis verliehen für seine Berichterstattung über den Besuch von Präsident Nixon in China im Jahr 1972 |
| Berichterstattung im Inland (National Reporting)           | Robert Boyd und Clark Hoyt von den Knight Newspapers                  | Preis verliehen für die Offenlegung der psychiatrischen Therapiegeschichte von Senator Thomas Eagleton, die 1972 zu seinem Rückzug als demokratischer Vizepräsidentschaftskandidat führte                         |
| Aktuelle Fotoberichterstattung (Breaking News Photography) | Huynh Cong Ut von Associated Press                                    | Preis verliehen für sein Bild The Terror of War, das vietnamesische Kinder, unter ihnen das Mädchen Phan Thị Kim Phúc, nach einem Napalm-Angriff zeigt                                                            |
| Feature-Fotoberichterstattung (Feature Photography)        | Brian Lanker vom Topeka Capital-Journal                               | Preis verliehen für seine Fotosequenz über die Geburt, beispielsweise das Foto Moment of Life |

## Bereich Literatur, Theater und Musik(Letters, Drama & Music)
| Kategorie                                                   | Preisträger |
| ----------------------------------------------------------- | --- |
| Geschichte (History)                                        | People of Paradox: An Inquiry Concerning the Origins of American Civilization von Michael Kammen (Knopf)                                                                            |
| Belletristik (Fiction)                                      | The Optimist’s Daughter (deutscher Titel: Die Tochter des Optimisten) von Eudora Welty (Random)                                                                                     |
| Sachbuch (General Nonfiction)                               | Fire in the Lake: The Vietnamese and the Americans in Vietnam von Frances FitzGerald (Little) und Children of Crisis, Vol. II und III von Robert Coles (Little)                     |
| Musik (Music)                                               | String Quartet No. 3 von Elliott Carter (Associated Music Publishers) uraufgeführt am 23. Januar 1973 vom Juilliard String Quartet in der Tully Hall, Lincoln Center, New York City |
| Dichtung (Poetry)                                           | Up Country von Maxine Kumin (Harper) |
| Theater (Drama)                                             | That Championship Season von Jason Miller (Atheneum) |
| Biographie oder Autobiographie (Biography or Autobiography) | Luce and His Empire von W.A. Swanberg (Scribner) |

## Sonderpreise
| Kategorie                    | Preisträger                                                            |
| ---------------------------- | ---------------------------------------------------------------------- |
| Special Citations and Awards | James Thomas Flexner für seine Werke über George Washington, Vol. I-IV |